# Язловець I (гміна)
Гміна Язловець І — сільська гміна у Бучацькому повіті Тернопільського воєводства Другої Речі Посполитої. Адміністративним центром ґміни був Язловець.
Гміна утворена 1 серпня 1934 року в рамках реформи на підставі нового закону про самоуправління (23 березня 1933 року). До того часу Язловець був містом, проте з реформою втратив міські права, але утворював окрему гміну.
Площа гміни — 14,29 км²

Кількість житлових будинків — 395

Кількість мешканців — 2355
Гміна ліквідована 17 січня 1940 року із включенням села до новоствореного Золотопотіцького району.